# Hans Adolph Buchdahl
Hans Adolf Buchdahl (también escrito como Hans Adolph Buchdahl) (Maguncia, Alemania, 7 de julio de 1919 - Adelaida, Australia, 7 de enero de 2010) fue un físico australiano nacido en Alemania. Contribuyó a la relatividad general, la termodinámica y la óptica. Es particularmente conocido por desarrollar la gravedad f(R) y el teorema de Buchdahl sobre la solución de Schwarzschild para el interior de una estrella esférica.

## Biografía
Hans Adolf Buchdahl nació en Maguncia, Alemania, en el seno de una familia judía (utilizó la grafía Adolph para desvincularse de Hitler).[cita requerida] Su hermano mayor, Gerd Buchdahl, era un conocido filósofo científico. En 1933, Gerd se llevó a Hans a Inglaterra para escapar del gobierno nazi. En Londres, completó una licenciatura y recibió el título de asociado del Royal College of Science (ARCS) del Imperial College .
Cuando comenzó la Segunda Guerra Mundial, el gobierno del Reino Unido, incapaz de determinar la lealtad individual, internó a ciudadanos alemanes, incluidos muchos refugiados judíos que ya estaban completamente asimilados. En julio de 1940, Hans llegó a Australia junto con Gerd a bordo del HMT Dunera. Fue detenido inicialmente en Hay en Nueva Gales del Sur, y más tarde en el centro Tatura en Victoria en mayo de 1941. Una vez que sus habilidades matemáticas fueron reconocidas allí, fue liberado en un programa de garantía y fue transferido al Departamento de Física de la Universidad de Tasmania en Hobart. Allí tuvo que ayudar al personal docente sobrecargado involucrado en la investigación militar en óptica en tiempos de guerra. En 1949, recibió su doctorado de la Universidad de Tasmania. En 1956, obtuvo un D.Sc. del Imperial College de Londres. Desde 1963 fue profesor y director del Departamento de Física Teórica de la Facultad de Ciencias de la Universidad Nacional de Australia en Canberra hasta su jubilación en 1984-1985.
Se casó con Pamela Wann en 1950  y tuvieron tres hijos. Murió en Adelaida, Australia, el 7 de enero de 2010.

## Obra
Cuando trabajaba en el Waterworth Hobart Annexe, Buchdahl encontró las fórmulas para los coeficientes de aberración óptica llevados a órdenes altas que el grupo de Waterworth usó para diseñar sistemas de imágenes. Estas fórmulas se aplicaron posteriormente en todo el mundo, incluso en sistemas transportados por satélites. Al mismo tiempo, también continuó investigando en relatividad general y termodinámica clásica.
Su primer interés en la termodinámica se centró en ajustar mejor la formulación axiomática de Carathéodory a la intuición de un físico. El intento de Buchdahl de hacer más concisos los fundamentos de la termodinámica estuvo lejos de promover el uso del método axiomático; en cambio, fue un esfuerzo que permitió que "la intuición física tuviera prioridad sobre las sutilezas matemáticas".
El interés de Buchdahl en el análisis tensorial y espinorial estaba relacionado con el tratamiento de formalismos y procedimientos de cálculo, como, por ejemplo, los armónicos esféricos y esferoidales. Mientras trabajaba en la teoría de Weyl y los lagrangianos cuadráticos, decidió presentar la derivada de Euler-Lagrange del lagrangiano más general construido a partir de la métrica, el tensor de curvatura y sus derivados en orden arbitrario. Sin embargo, no utilizó los espinores como una herramienta importante en la relatividad general, por ejemplo, para el estudio de la radiación gravitatoria y el infinito nulo.
En la teoría de la gravedad, la contribución de Buchdahl sobre las ecuaciones de campo de Einstein son casi tan conocidas como sus soluciones esféricamente simétricas que describen el interior de las estrellas. A partir de su trabajo sobre lagrangianos de orden superior, concluyó que las teorías con lagrangianos cuadráticos o teorías f(R) no son físicas. También es conocido por el teorema que hoy lleva su nombre, el cual establece que para una estrella estática de radio R, la masa M de la misma debe cumplir la desigualdad:
| {\displaystyle M<{\frac {4Rc^{2}}{9G}}} |
Cuando Einstein aún vivía, como muchos otros teóricos,[¿quién?] Hans Buchdahl no pudo escapar al atractivo de la "teoría de campos unificada" de la gravitación y la electricidad del famoso científico. Sin embargo, como muestran los artículos de Buchdahl en este campo, se sintió atraído por las posibilidades constructivas ampliadas de las geometrías más generales, no por la física esperada detrás de la teoría. Como se muestra en sus "17 conferencias simples", su comprensión de la relatividad general lo hizo claramente mantenerse alejado y criticar la jerga de la corriente principal que seguía a J. A. Wheeler cuando hablaba de la "masa-energía curvando el espacio", "agujero negro" (en lugar de la físicamente más atractiva "estrella ocluida" o "estrella congelada") y, en el marco de la gravedad cuántica, de "geometría tridimensional foamlike".
Recibió becas, premios, medallas y membresías, entre los que destacan:
- Miembro de la Academia Australiana de Ciencias (1968),
- Medalla Thomas Ranken Lyle (1972)
- Miembro de la Sociedad Óptica Estadounidense (1974)
- Miembro del Extranjero de Churchill College, Cambridge (1979)
- Medalla Walter Burfitt (Roy. Soc. NSW) (1980)
- Medalla CEK Mees (Opt. Soc. Amer.) (1993)
- Premio AE Conrady (Int. Soc. Optar. Ing.) (1997).[1]

## Publicaciones

### Libros
- Buchdahl, H. A. (1988). Optical Aberration Coefficients. Peter Smith Pub Inc. ISBN 0844617601.
- Buchdahl, H. A. (1966). The Concepts of Classical Thermodynamics (1st edición). Cambridge University Press. ISBN 0521115191.
- Buchdahl, H. A. (1993). An Introduction to Hamiltonian Optics. Courier Dover Publications. ISBN 978-0-486-67597-8. Consultado el 10 de junio de 2013.
- Buchdahl, H. A. (1976). Twenty Lectures on Thermodynamics. Pergamon Press. ISBN 0080182992.
- Buchdahl, H. A. (1981). Seventeen Simple Lectures on General Relativity (1st edición). John Wiley & Sons. ISBN 0471096849.

### Artículos seleccionados
- Buchdahl, H. A. (1970). «Non-linear Lagrangians and cosmological theory». Monthly Notices of the Royal Astronomical Society 150: 1-8. Bibcode:1970MNRAS.150....1B. doi:10.1093/mnras/150.1.1.
- Buchdahl, H. A. (1959). «General Relativistic Fluid Spheres». Physical Review 116 (4): 1027-1034. Bibcode:1959PhRv..116.1027B. ISSN 0031-899X. doi:10.1103/PhysRev.116.1027.